# Horst Schütz
Horst Schütz (* 8. Mai 1951 in Kassel) ist ein ehemaliger deutscher Radrennfahrer.
Horst Schütz war in den 1970er und 1980er Jahren als Radrennfahrer aktiv und in verschiedenen Disziplinen erfolgreich. 1975 wurde er zweifacher deutscher Meister der Amateure, im Zweier-Mannschaftsfahren sowie im Mannschaftszeitfahren. 1976 wurde er Profi und deutscher Meister im Sprint.
Bis 1987 war Schütz in verschiedenen Radsportteams aktiv,  fuhr Straßenrennen sowie bei Sechstagerennen. Er bestritt insgesamt 126 Sechstagerennen, von denen er drei gewinnen konnte: 1980 das in Zürich und 1981 das in Hannover mit Roman Hermann sowie 1984 das Berliner Sechstagerennen mit Danny Clark. Dreimal siegte er beim „Großen Weihnachtspreis der Steher“ in der Dortmunder Westfalenhalle. 1979 gewann er, für das Radsportteam Kondor startend, die Punktewertung bei der Internationalen Vitamalz-Rundfahrt, einer Vorgängerin der Deutschland Tour, bei der Deutschland-Rundfahrt 1980 belegte er Platz zwei in dieser Wertung. 1979 gewann er den Weltpokal im Steherrennen. Zweimal siegte er bei den Europameisterschaften im Steherrennen.
1984 wurde Horst Schütz in Barcelona Weltmeister der Steher, geführt von Christian Dippel. Im Jahr darauf belegte er bei der deutschen Meisterschaft der Steher nochmals einen zweiten Platz und trat dann vom Radsport zurück.